# 蔡承甲
蔡承甲（？—？），號青沙，湖廣長沙府攸縣人，明朝政治人物。

## 生平
萬曆四年（1576年）丙子科湖廣鄉試舉人。萬曆二十年（1592年），登壬辰科第三甲第一百九十五名進士，工部觀政，二十一年授福建尤溪知縣，歷南昌府同知，仕至惠州府知府。

## 家族
曾祖蔡國倌；祖父蔡橋；父蔡思位，隆慶元年丁卯亞魁。